# إيهيا (أوكيناوا)
إيهيا (باليابانية: 伊 平 屋村، إيهيا-سون، بلغة أوكيناوا: إيهيا، المعروفة أيضاً باسم كوشيجي (後 地)) هي قرية تقع في مقاطعة شيماجيري، محافظة أوكيناوا، اليابان. وهي تضم جزيرة إيهيا.
اعتباراً من أكتوبر 2016، بلغ عدد سكان القرية نحو 1.214 نسمة بكثافة قدرها 56 شخصاً لكل كيلومتر مربع. وتبلغ مساحة القرية الإجمالية 21.72 كيلومتر مربع.

## وصلات خارجية
- قرية إيهيا باللغة اليابانية